# UNMIBH
De United Nations Mission in Bosnia and Herzegovina (UNMIBH), of VN-missie in Bosnië-Herzegovina in het Nederlands, was een vredesoperatie van de Verenigde Naties in voormalig Joegoslavië van 1995 tot 2002. Het ging om het opzetten van een politiemacht in het door oorlog en wetteloosheid geplaagde Bosnië en Herzegovina. Dit onderdeel was UNIPTF. Daarnaast was er ook een civiele missie. De juridische basis voor de inzet was VN-resolutie 1035. Nederlandse deelnemers kwamen in aanmerking voor de Herinneringsmedaille VN-Vredesoperaties.
Het ging om politiepersoneel uit Argentinië, Oostenrijk, Bangladesh, Bulgarije, Canada, Chili, China, Tsjechië, Denemarken, Egypte, Estland, Fiji, Finland, Frankrijk, Duitsland, Ghana, Griekenland, Hongarije, IJsland, India, Indonesië, Ierland, Italië, Jordanië, Kenia, Litouwen, Maleisië, Nepal, Nederland, Nigeria, Noorwegen, Pakistan, Polen, Portugal, Roemenië, Russische Federatie, Senegal, Spanje, Zweden, Zwitserland, Thailand, Turkije, Tunesië Oekraïne, Verenigd Koninkrijk, Verenigde Staten en Vanuatu.
Een politiemacht van de EU werd in 2002 de opvolger van UNMIBH.

## Medaille
Zoals gebruikelijk stichtte de secretaris-generaal van de Verenigde Naties een van de Medailles voor Vredesmissies van de Verenigde Naties voor de deelnemers. Deze UNMIBH Medaille wordt aan militairen en politieagenten verleend.